# Kasabat Tadila
Kasabat Tadila (arab. ‏قصبة تادلة‎; fr. Kasba Tadla) – miasto w środkowym Maroku, w regionie Bani Mallal-Chunajfira, w prowincji Bani Mallal, nad Wadi Umm ar-Rabi. W 2014 roku liczyło ok. 47,3 tys. mieszkańców. 
W mieście działa klub piłkarski JS de Kasba Tadla.